# James Ingram
James Ingram (ur. 16 lutego 1952 lub 1956 w Akron, zm. 29 stycznia 2019 w Los Angeles) – amerykański wokalista, autor tekstów, producent muzyczny i multiinstrumentalista. Przedstawiciel muzyki soul i adult contemporary.
W 1985 roku wziął udział w nagraniu charytatywnej piosenki „We Are the World”. Nagrał pięć studyjnych albumów i dwie kompilacje. Zdobywca nagrody Grammy w 1985 roku.
Zmarł 29 stycznia 2019 po kilkuletnich zmaganiach z nowotworem mózgu.

## Dyskografia

### Albumy studyjne
- 1983: It’s Your Night
- 1986: Never Felt So Good
- 1989: It’s Real
- 1993: Always You
- 2008: Stand (In the Light)

### Kompilacje
- 1991: Greatest Hits: The Power of Great Music
- 1999: Forever More (Love Songs, Hits & Duets)

## Filmografia
- The Fearless Four (1997)
- Podmiejski czyściec (2012)